# 17797 Philfrankel
17797 Philfrankel este o planetă minoră (asteroid), cu un diametru de 11,769 km, din centura de asteroizi. A fost descoperită pe 20 martie 1998 la Magdalena Ridge Observatory⁠(d) de Lincoln Near-Earth Asteroid Research. 
Obiectul prezintă o orbită caracterizată de o semiaxă mare de 2,8023566 UAi, o excentricitate de 0,119731, o înclinație de 5,05472 ° în raport cu ecliptica.